# Erioptera (Meterioptera) scioptera
Erioptera (Meterioptera) scioptera is een tweevleugelige uit de familie steltmuggen (Limoniidae). De soort komt voor in het Afrotropisch gebied.